# 塞波·尼基莱
塞波·尼基莱（芬蘭語：Seppo Nikkilä，1936年12月23日—），芬兰男子冰球运动员，场上位置是前锋。他曾代表芬兰国家队参加1964年冬季奥林匹克运动会冰球比赛，获得第6名。